# 蔡豹
蔡豹（269年—320年），字士宣，陳留圉城人。東漢衞尉蔡質的玄孫，晉朝將領，官至徐州刺史，曾參與討伐叛變的徐龛和抵禦後趙，後因畏懦而被處死。

## 生平
蔡豹有氣魄和才幹，歷任河南丞、長樂太守和清河太守。蔡豹後避亂南渡，晉元帝他為振武將軍、臨淮太守，後遷建威將軍、徐州刺史。
大興二年（319年），蔡豹與泰山太守徐龛及彭城內史劉遐一同討伐上一年反叛的彭城內史周撫，周撫敗走並被徐龕部將于藥斬殺。然而，徐龕不滿朝廷論功時更後於劉遐，於是怒而叛變，並侵擾青州各郡。朝廷於是下詔命征虜將軍羊鑒率鮮卑段文鴦、蔡豹、劉遐等出兵討伐。
太興三年（320年），羊鑒頓兵下邳不前而蔡豹在檀丘擊敗徐龕並請求進軍，但遭羊鑒阻止。徐龕敗後向後趙請求援兵，後趙王石勒於是派了將領王伏都及張敬支援徐龕。不過，徐龕因受不住石勒多作要求和王伏都的淫亂暴行，就殺了王伏都向東晉請降。元帝這次就因厭惡徐龕反覆不定，於是不接受其投降，並命羊鑒和蔡豹進兵討伐。不過當時羊鑒怯懼而不肯前進，即使朝廷派了治書御史郝嘏設行臺催戰仍不行。尚書令刁協於是奏免羊鑒，改以蔡豹為前鋒並將羊鑒的兵都交給他統領，蔡豹亦降至折衝將軍，以責承他隨後戰勝。此時後趙也派了石虎進攻徐龕，徐龕見兩面受敵唯有送妻兒為人質向後趙乞降。而蔡豹當時進據卞城，就受到駐屯鉅平的石虎的壓力，於是乘夜退守下邳，卻被徐龕乘機取蔡豹在檀丘的輜重，將軍留寵和陸黨皆戰死。
蔡豹敗後，就打算歸建康向朝廷請罪，但當時任北中郎將的王舒卻以外族軍隊將至，蔡豹應先留守保衞百姓，建議他待敵軍退卻後才去請罪。蔡豹雖然聽從王舒所言沒有走，但晉元帝知蔡豹兵敗後就下令收押他。使者到後，王舒就在夜出兵圍困蔡豹，蔡豹還以為是發生了別的事，於是率領麾下部隊攻擊圍困的軍隊，直至是知道朝廷有詔收捕他才停止攻擊。蔡豹被王舒所收後被送至建康，並以畏懦而被處決，在市內暴屍三日，享年五十二歲。

## 性格特徵
- 蔡豹在徐州，對內撫恤將士，對外懷柔眾人，所以內外遠近都得人心，眾人知道他被處死後都感哀傷惋惜。

## 家庭

### 祖父
- 蔡睦，曹魏尚書。

### 父親
- 蔡宏，晉陰平太守。

### 侄兒
- 蔡裔，蔡豹兄之子，兗州刺史。殷浩北伐時領軍，期間去世。

## 延伸阅读
[在维基数据编辑]
 《晉書·卷081》，出自房玄齡《晉書》